# Pediobius irregularis
Pediobius irregularis är en stekelart som beskrevs av Geoffrey John Kerrich 1973.
Pediobius irregularis ingår i släktet Pediobius och familjen finglanssteklar. Artens utbredningsområde är Belize och Honduras. Inga underarter finns listade i Catalogue of Life.